# Konrad Sasse
Konrad Sasse (* 3. Oktober 1926 in Wernigerode; † 22. Juli 1981 in Dessau) war ein deutscher Musikwissenschaftler und Händel-Forscher.

## Leben
Nach dem Abitur 1946 am Fürst-Otto-Gymnasium in Wernigerode im Harz absolvierte er von 1948 bis 1954 ein Studium der Musikwissenschaft u. a. bei Max Schneider und Walther Siegmund-Schultze an der Martin-Luther-Universität Halle-Wittenberg, das er mit dem Staatsexamen und der Promotion zum Dr. phil. mit einer Arbeit über Robert Franz (1962) abschloss. Die Arbeit wurde 1986 von Edwin Werner neu bearbeitet und herausgegeben.
Von 1954 bis 1956 war Sasse Sekretär bei den Händel-Festspielen in Halle. Von 1956 bis 1981 wirkte er als Direktor des Händel-Hauses in Halle. Zeitgleich betreute er die Bibliothek der Stiftung Händel-Haus.
1959 wurde er Vorstandsmitglied der Georg-Friedrich-Händel-Gesellschaft. Von 1963 bis 1968 leitete er die Arbeitsgruppe Instrumentenkunde innerhalb der Gesellschaft für Musikforschung. Von 1967 bis 1971 war er Präsident der Ländergruppe DDR der Internationalen Vereinigung der Musikbibliotheken. Bis 1974 wirkte er auch als Präsidiumsmitglied. Außerdem war er Gastdozent für Musikgeschichte an der Deutschen Akademie für Staats- und Rechtswissenschaft. Ab 1971 war er zudem Lehrbeauftragter für Instrumentenkunde an der Humboldt-Universität zu Berlin und der Martin-Luther-Universität Halle-Wittenberg.
Aus seiner Feder stammen zahlreiche einschlägige Publikationen, darunter eine Händel-Bibliografie und Studien zur Oper.

## Auszeichnungen
- Händel-Preis des Bezirkes Halle (1960)
- Johannes-R.-Becher-Medaille in Silber (1962)

## Schriften (Auswahl)
- Das Händel-Haus in Halle. Geburtshaus Georg Friedrich Händels. Geschichte und Führer durch die Ausstellungen. Händel-Haus, Halle an der Saale 1958.
- Händel-Bibliographie. Deutscher Verlag für Musik VEB, Leipzig 1963.
- Beiträge zur Forschung über Leben und Werk von Robert Franz 1815–1892 (= Schriften des Händelhauses in Halle. Bd. 4). Händel-Haus, Halle an der Saale 1986 – bearbeitet und herausgegeben von Edwin Werner.